# سبدنشین لوایان
سبدنشین لوایان (نام علمی: Cisticola tinniens) نام یک گونه از سرده سبدنشین است.